# Агасарян, Роберт
Роберт Рубенович Агасарян (род. 1 марта 1994, Ереван) — армянский шахматист, гроссмейстер (2014).
- В январе 2004 года занял 2-е место в турнире, посвященном 75-летию Тиграна Петросяна.
- В апреле 2004 года стал чемпионом Армении среди юношей в возрастной категории до 10 лет.
- В июле 2004 года завоевал звание чемпиона Европы в возрастной категории до 10 лет.
- В январе 2005 года в турнире, посвященном 95-летию Г. Каспаряна, занял 3-е место.
- В апреле 2006 года – чемпион Армении (возрастная категория до 12 лет).
- В июне 2006 года занял 2-е место в блиц-турнире ООН.
- В сентябре 2006 года в составе команды «Армения» завоевал звание чемпиона Европы в командном первенстве по быстрым шахматам в возрастной категории до 14 лет.
- В октябре 2006 года завоевал звание чемпиона мира в возрастной категории до 12 лет.
- В марте 2007 года занял 3-е место в командном первенстве Армении среди мужчин в составе команды «Раздан».
- В июне 2007 года — 2-е место в 47-м первенстве Шахматной школы им. Г. Каспаряна.
- В сентябре 2007 года — 7-е место в первенстве Европы в возрастной категории до 14 лет.
- В марте 2008 года — 2-е место в областной шахматной олимпиаде.
- В апреле 2008 года — 4-е место в первенстве Армении в возрастной категории до 14 лет.
- В мае 2008 года — 1-е место в командном турнире «Дети Чернобыля».
- В мае 2008 года — 4-е место в шахматной олимпиаде г.Еревана.
- В июне 2008 года занял 1-е место в международном турнире «Джермук — 2008».
- В июле 2008 года разделил с 1 по 4 места в Международном шахматном турнире Агура Хиллз (США).
- В апреле 2009 года занял 2-е место в первенстве Армении в возрастной категории до 16 лет.
- В мае 2009 года — 2-е место в командном первенстве Армении среди мужчин.
- В июне 2009 года — 3-е место в 4-м международном турнире памяти Дворковича.
- В августе 2009 года — бронзовый призёр Всемирной шахматной Олимпиады среди юниоров.
- В феврале 2010 года занял 2-е место в турнире молодых мастеров, посвященном 100-летию Г. Каспаряна.
- В марте 2010 года — 2-е место в турнире шахматных школ, посвященном 100-летию Г. Каспаряна.
- В апреле 2010 года стал серебряным призёром первенства Армении в возрастной категории до 16 лет.
- В июле 2010 года в составе юношеской сборной Армении занял 3-е место в 5-м международном турнире памяти Дворковича.
- В августе 2010 года стал третьим призёром Всеармянского шахматного турнира.
- В сентябре 2010 года поделил 3—7 места (5-е) на юношеском первенстве Европы в возрастной категории до 16 лет и удостоился бронзовой медали.
- В ноябре 2010 года занял 1-е место в студенческом первенстве Армении.
- В декабре 2010 года стал Олимпийским чемпионом среди юниоров.
- В апреле 2011 года стал чемпионом Армении в возрастной категории до 18 лет.
- В феврале 2012 года стал бронзовым призёром чемпионата Армении по быстрым  шахматам.
- В марте 2012 года занял второе место в соревнованиях «ВЕСНА – 2012» и выполнил норму международного мастера.
- В апреле 2012 года занял 4-е место в чемпионате Армении в возрастной категории до 18 лет.
- 2012-05-19 — 2-е место в 82 первенстве Еревана.
- 2012-08-19 — 1-е место в индивидуальном отрядном первенстве и 2-е место в командном первенстве по шахматам в рамках «БАЗЭ 2012».
- 2012-09-10 — Выполнил норму ММ на соревновании Анапачесс 2012.
- 2012-10-01 — 2-е место в 73 первенстве 1-й лиги Армении.
- 2012-11-24 — 2-е места в командном и личном 10-м первенстве РПА.
- 2013-02-15 — Норма Гроссмейстера в «Москва-опен 2013» и первое место среди участников с рейтингом до 2450.
- 2013-05-17 — Двойная норма Гроссмейстера на 14-м чемпионате Европы среди мужчин.
- 2013-12-08 — 2-е место в командном 11-м первенстве РПА.
- 2014-02-19 — Выполнил норму Гроссмейстера на международном турнире, посвященном 90-летию Давида Бронштейна.
- 2014-04-01 — Получил звание Гроссмейстера.
- С февраля 2015 года работает тренером в Шахматном Академии Армении.
- 2015-05-30 — 1-е место в межвузовских соревнованиях.
- 2016-03-30 — Победитель 17-х Республиканских межвузовских игр.
- 2016-08-14 — Победитель 21-го открытого первенства Тихоокеанского побережья.
- 2017-01-17 — Бронзовый призёр 7-го турнира памяти Андраника Маргаряна.

## Изменения рейтинга
| Графики недоступны из-за технических проблем. См. информацию на Фабрикаторе и на mediawiki.org. |